# Веллсвілл (Пенсільванія)
Веллсвілл (англ. Wellsville) — місто (англ. borough) в США, в окрузі Йорк штату Пенсільванія. Населення — 301 особа (2020).

## Географія
Веллсвілл розташований за координатами 40°3′5″ пн. ш. 76°56′27″ зх. д. / 40.05139° пн. ш. 76.94083° зх. д. (40.051278, -76.940731).  За даними Бюро перепису населення США в 2010 році місто мало площу 0,37 км², уся площа — суходіл.

## Демографія
Згідно з переписом 2010 року, у селищі мешкали 242 особи в 117 домогосподарствах у складі 65 родин. Густота населення становила 647 осіб/км².  Було 123 помешкання (329/км²).
Расовий склад населення:
| - 97,1 % — білих - 0,8 % — корінних американців - 0,4 % — азіатів |

До двох чи більше рас належало 1,7 %. Частка іспаномовних становила 1,7 % від усіх жителів.
За віковим діапазоном населення розподілялося таким чином: 16,5 % — особи молодші 18 років, 67,0 % — особи у віці 18—64 років, 16,5 % — особи у віці 65 років та старші. Медіана віку мешканця становила 42,0 року. На 100 осіб жіночої статі у селищі припадало 101,7 чоловіків;  на 100 жінок у віці від 18 років та старших — 104,0 чоловіків також старших 18 років.
Середній дохід на одне домашнє господарство  становив 62 065 доларів США (медіана — 66 250), а середній дохід на одну сім'ю — 71 895 доларів (медіана — 67 361). За межею бідності перебувало 10,1 % осіб, у тому числі 9,8 % дітей у віці до 18 років та 0,0 % осіб у віці 65 років та старших.
Цивільне працевлаштоване населення становило 150 осіб. Основні галузі зайнятості: науковці, спеціалісти, менеджери — 17,3 %, роздрібна торгівля — 16,7 %, виробництво — 14,0 %, публічна адміністрація — 12,7 %.